# Somoskő
Somoskő település 1977 óta Salgótarján településrésze, korábban önálló község volt, mely 2017-ben az Országgyűlés döntése alapján a Hazatért falu (Pagi ad Patriam reversi) címet viselheti.

## Fekvése
A település közvetlenül a szlovák-magyar határnál fekszik. A vár és a bazaltorgona már szlovák területen található.
Csak közúton érhető el, Somoskőújfalu felől, a 21-es főútból kiágazó 23 103-as számú mellékúton.

## Története
A település nevét 1341-ben, a falu határjárásakor említette először egy oklevél. A felett magasodó 526 méter magas hegyen, már Szlovákia területén lévő várát a Kacsics nemzetség Illés ágának tagjai építették a 13. század második felében. Mivel az Árpád-ház kihalása után a család tagjai Csák Mátét támogatták Károly Róbert király ellen, ezért a király Csák Máté halálát követően birtokaikat elkobozta és Szécsényi Tamás ispánnak adta. A Szécsényi család 1460-ig birtokolta a várat. Ezután a Losonczyaké lett. Az 1560-as években az akkor már törökök által elfoglalt várak gyűrűjével teljesen körbevett várban lakott Losonczy Anna, akihez Balassi Bálint számos alkalommal jött látogatóba, és akihez Júlia dalait címezte. 1576-ban a törökök váratlan rajtaütéssel elfoglalták a várat. 1593-ban Prépostváry Bálint vezetésével foglalták vissza a magyarok, köztük volt Balassi Bálint is.
A 17. században házasság útján a Forgách család birtokába került a vár. Falait a Rákóczi-szabadságharc végén királyi parancsra rongálták meg.
1910-ben a falunak 499 magyar anyanyelvű lakosa volt.
A trianoni békeszerződés 1920-ban a települést Somoskőújfaluval együtt az újonnan létrejött csehszlovák államnak juttatta. A legenda szerint a Somoskőújfaluban birtokos Dr. Krepuska Géza fülészprofesszor és lokálpatrióta társai érték el (egy angol antanttiszt életmentő műtétéért cserébe), hogy a Nagykövetek Tanácsa 1923. április 23-án Magyarországnak ítélje Somoskőújfalut, Somoskőt a bazaltbányával egyetemben (de a vár nélkül) és a Medves-fennsík egy részét. A valóságban nem a Nagykövetek Tanácsa, hanem a Népszövetség genfi testülete döntött a kérdésben, és pedig többek között a Rimamurány-Salgótarjáni Vasmű Rt. az irányú érvelésének hatására,  hogy erdőbirtokosságainak, bányaterületeinek és részben munkaerő piacának egyben kell maradnia. Ez volt egyébként Magyarország utolsó máig érvényben lévő területi növekedése.
Krepuska Géza legendája mindazonáltal a mai napig fennmaradt, róla nevezték el a helyi általános iskolát, és emléktábla, valamint emlékoszlop is őrzi nevét. A terület 1924. február 15-én tért vissza Magyarországhoz. Ennek emlékére 2017-ben az Országgyűlés a Hazatért falu (Pagi ad Patriam reversi) címet adományozta a településnek.
Somoskőt közigazgatásilag 1977-ben csatolták Salgótarjánhoz.

## Látnivalók
- Somoskői várrom
- Somoskői bazaltömlés oszlopai (korábban kőbánya)

## Képek

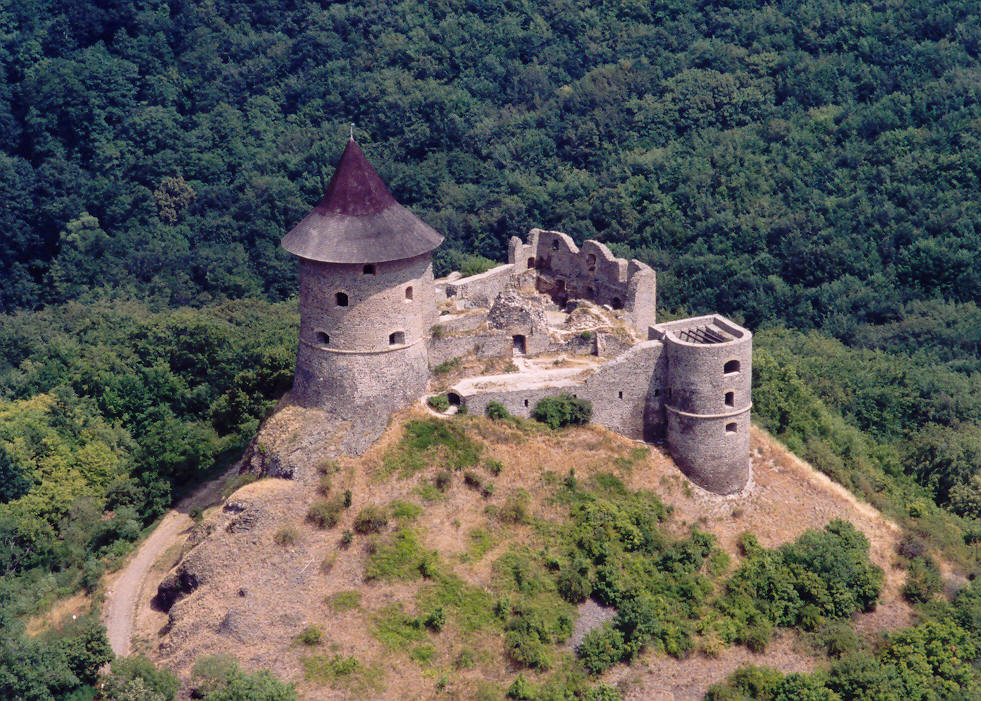
Somoskő vára légifotón
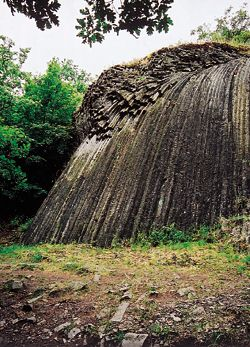
A somoskői bazaltfolyás
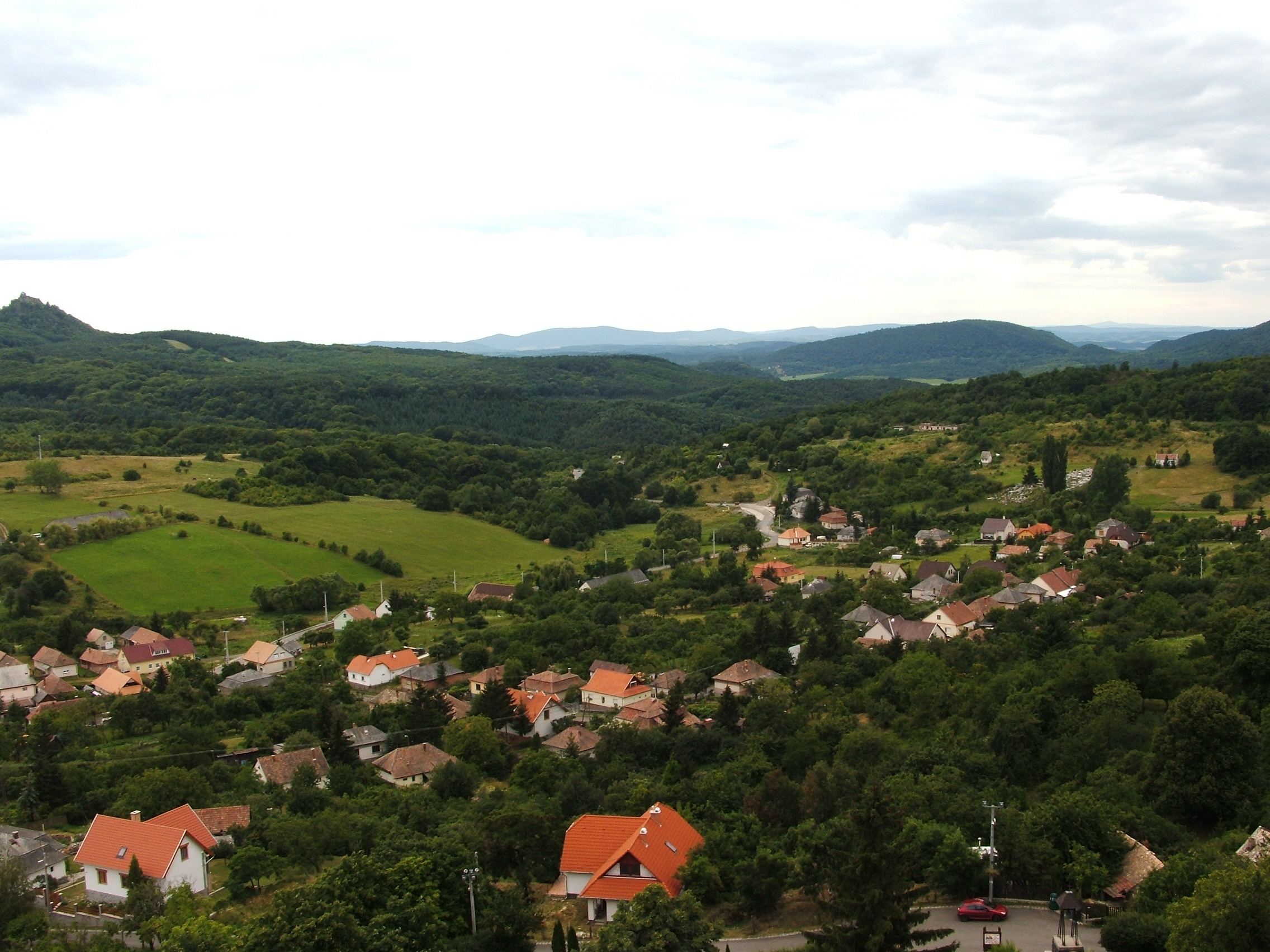
Somoskő látképe a várból

## Külső hivatkozások
- Somoskő az utazom.com honlapján
- Somoskő vára 3D képekben